# Ед (граф Тулузи)
Ед або Одон I (*Eudes I, бл. 875 — 918/919) — граф Тулузи у 877—918/919 роках.

## Життєпис
Походив з династії Руерга (Раймундідів). Син Раймунда I, графа Тулузи та Берти. Про молоді роки нічого невідомо. У 865 році загинув батько. Був вірним васалом старшого брата Бернарда II, що став графом Тулузьким. Керував від його імені Лумізеном. 860 року одружився з донькою графа Альбі, чим істотно посилив свої позиції.
У 872 році після повстання Бернарда Овернського та повалення Бернарда II того ж року, разом з останнім розпочав боротьбу проти роду Гільємідів. При цьому здобув підтримку Людовика II Заїки, короля західно-франкської держави. Боротьба тривала до 877 року, коли зрештою Ед зумів повернути своєму роду графство Тулузьке.
У 878 році після смерті тестя приєднав до своїх володінь Альбі. Разом з тим продовжилася війна за володіння Тулузьким графством, яке контролював Бернард Овернський. 910 році підписав статус на заснування Клюнійського абатства.
Помер у 918 або 919 році. Його володіння успадкував старший син Раймунд II.

## Родина
Дружина — Гарсенда, донька Ерменгола, графа Альбі.
Діти:
- Раймунд (861—924), граф Тулузи у 918/919-926 роках
- Ерменгол (870—937), граф Руергу у 918—937 роках
- Гарсенда (875—915), дружина Вільфреда II, графа Барселони